# Jeevangi, Chitapur
Jeevangi là một làng thuộc tehsil Chitapur, huyện Gulbarga, bang Karnataka, Ấn Độ.